# UTC-0:25
UTC−0:25 je bila vremenska zona korištena u Irskoj kao Dublinsko prosječno vrijeme.
Ustanovljena je Zakonom o definiciji vremena iz 1880. godine,  (isti je zakon ustanovio Griničko prosječno vrijeme (GMT) kao standardno vrijeme Velike Britanije). Njime su zamijenjeno lokalno prosječno vrijeme u Ujedinjenom Kraljevstvu koje se primjenjivalo od presude Curtis v. March iz 1858. godine.
U 2 sata ujutro u nedjelju 1. listopada 1916. godine Zakon o vremenu (u Irskoj), 1916 (6 & 7 Geo. 5. c. 45) je promijenio vrijeme u Irskoj, učinivši ga istim kao u Velikoj Britaniji.